# Bitka za Jičín
Bitka za Jičín je bila bitka avstrijsko-pruske vojne, ki je potekala 29. junija 1866 pri Jičínu med združeno avstrijsko-saško vojsko in prusko vojsko. Slednja je pod poveljstvom Helmutha von Moltkeja zmagala.